# Bandera de Reunión
Reunión, departamento francés de ultramar, tiene como enseña oficial la bandera de la República Francesa.

## Propuestas de bandera
Existe una propuesta creada por la Asociación por la Bandera de Reunión (Association pour le Drapeau de la Reunión, APDR), organización que no tiene un carácter independentista. En el lado más próximo al mástil de esta bandera figuran los colores de la bandera francesa que aparecen junto a otros cuatro (azul, dorado, rojo y verde) y un círculo blanco.
- El color azul simboliza a la población de la isla de origen europeo, cristiana, y al mar.

- El color dorado (de tono anaranjado) representa a la población de origen indio, hindú, y al sol.

- El color rojo alude a la población originaria de China, a sus tradiciones y al volcán de la isla.

- El color verde simboliza a la población de origen africano o islámico y a la naturaleza.

- El círculo blanco representa el deseo de convivencia en armonía, paz y tolerancia en la isla de la Reunión.

La Asociación Francesa de la Vexilología propuso otra bandera en el año 2003, que consiste en un paño de color blanco en el que aparece representado el Volcán de la Fournaise delante del sol que está situado sobre el nombre de la isla.

Desde el 14 de junio de 2008, las reuniones de separatistas y nacionalistas llegaron a la creación de una nueva bandera (verde, amarillo, rojo). El verde simboliza el cimarronaje, el amarillo simboliza la clase obrera y sobre todo el rojo simboliza el período de la esclavitud y por contrato, golpeado por una estrella amarilla de puntas.

Bandera propuesta por la Asociación por la Bandera de Reunión
Bandera propuesta para la isla de la Reunión por La Asociación Francesa de Vexilología. También se usa como la bandera cooficial y se usa esta bandera como su emoji para distinguirse con el de la bandera de Francia.
Bandera propuesta para la isla de la Reunión independiente
Propuesta «cultural» de bandera

## Fuente
- Wikimedia Commons alberga una categoría multimedia sobre Bandera de Reunión.
- La bandera de la Reunión en la web de FOTW

- Datos: Q525410
- Multimedia: Flags of Réunion / Q525410